# Distrito de Antony
El distrito de Antony es un distrito (en francés arrondissement) de Francia, que se localiza en el departamento de Altos del Sena (en francés Hauts-de-Seine), de la región de Isla de Francia. Cuenta con 12 cantones y 12 comunas.

## División territorial

### Cantones
Los cantones del distrito de Antony son:
1. Cantón de Antony
2. Cantón de Bagneux
3. Cantón de Bourg-la-Reine
4. Cantón de Châtenay-Malabry
5. Cantón de Châtillon
6. Cantón de Clamart
7. Cantón de Fontenay-aux-Roses
8. Cantón de Malakoff
9. Cantón de Montrouge
10. Cantón de Le Plessis-Robinson
11. Cantón de Sceaux
12. Cantón de Vanves

### Comunas
| 1. Antony (92002)    | 2. Bagneux (92007)              | 3. Bourg-la-Reine (92014)     | 4. Châtenay-Malabry (92019) |
| 5. Châtillon (92020) | 6. Clamart (92023)              | 7. Fontenay-aux-Roses (92032) | 8. Malakoff (92046)         |
| 9. Montrouge (92049) | 10. Le Plessis-Robinson (92060) | 11. Sceaux (92071)            | 12. Vanves (92075)          |